# Andai György
Andai György (Budapest, 1947. november 29. – 2016. december 31.(b)) magyar újságíró, szerkesztő, médiaelemző.

## Életpályája
1966–1968 között könyvesbolti eladóként dolgozott. 1968–1978 között a Műszaki Könyvkiadónál, az Aranypóknál illetve a Budaflaxnál dolgozott. Főiskolai végzettséget a Marxizmus-Leninizmus Esti Egyetem esztétika szakán szerzett 1970-1975 között. 1978–1980 között a Művelt Népnél propagandista, sajtó- és reklámfőnök volt. 1978–1981 között a Pest Megyei Hírlap munkatársa, rovatvezezője, illetve főmunkatársa volt. 1981–1988 között a Magyar Távirati Iroda munkatársa, rovatvezetője és turnusvezetője volt. 1988–1989 között a Magyar Rádió Válasz-Levelező-Lap című hetilapjának főszerkesztője volt. 1989–2001 között a Tallózó alapító-főszerkesztője volt. 1996-tól a Tallózó média- és marketing-tanácsadó Kft. ügyvezetője. 2004–2005 között a Színes Mai Lap olvasószerkesztője volt.

## Művei
- Az élet szép, kösz, megvagyunk (riportok, 1987)
- Ki kísérje Kádárt? (riportok, 1990)
- Kifújt... (szótár-regény, 2001)
- The Meeting Point (országalbum, társszerző, 2001)
- Polgári történetek—Útikalauz a félmúltba (tárcaregény, ebook, 2012)